# SAKUMACHI商店街
SAKUMACHI商店街（さくまちしょうてんがい）とは、名鉄瀬戸線 尼ヶ坂駅から清水駅にかけての高架下にある商業施設。

## 概要
エイトデザイン株式会社が建築を手掛け、名古屋鉄道株式会社が運営している。
「あたらしいまちの景色を、高架下から」がコンセプトとし、地域の活性化に貢献するとしている。

## 沿革
- 2019年（平成31年）3月29日 - I期施設がオープン。[2]
- 2020年（令和2年）3月27日 - II期施設がオープン。[3]

## 施設内容

### I期エリア
飲食店・喫茶店・飲食小売
- 「OHAGI3」 - 和カフェスタンド
- 「OKASHITABETAI-おかしたべたい-」 - 駄菓子屋
- 「Cafe de Lyon palette」 - パフェ・デザートレストラン
- 「デリカキッチン[4]」 - お弁当・お惣菜 焼き立てパン
- 「天然酵母の食パン専門店 つばめパン＆MILK 」 - 食パン専門店・カフェ

保育施設
- 「めいてつのアフタースクール TELACO」 - アフタースクール
- 「めいてつ保育ステーション ぽっぽ園」 - 保育所

レンタルスペース
- 「カルチュア・コンビニエンス・クラブ株式会社 名古屋オフィス」 - オフィス・レンタルスペース

### II期エリア
2020年（令和2年）3月27日以降オープン
飲食店・喫茶店・飲食小売
- 「べに屋[5]」 - 昼飲みコミュニティ居酒屋
- 「ちゃふやさい。」 - 野菜農園・販売
- 「Favore」 - チーズショップ・レストラン
- 「サカナファクトリー」 - テイクアウト＆レストラン
- 「かわちどん」 - 精肉店・焼肉店
- 「覚王山フルーツ大福 弁財天」 - 和菓子
- 「nutrth～なとりす～ 」 - カフェ・無添加食品
- 「kaffi NORDUR[6]」 - カフェ
- 「BRUN[7]」 - FASHION×SPORTSバー

レジャー
- 「stiff slack」 - レコードショップ・ライブハウス
- 「Barrack underpass」 - ギャラリー
- 「3939 Surf & Snow」 - サーフ/ボードショップ
- 「沙羅双樹」 - 茶と器

美容院・理髪店
- 「EIGHT SALON」 - 美容室

## 営業時間
最新の営業時間についてはSAKUMACHI商店街のSHOPを参照

### I期エリア
- 「OHAGI3」

10:00～18:00（火曜日・水曜日定休）
- 「OKASHITABETAI」

おかしたべたい - 平日：11:00〜18:00　土日祝：10:00〜18:00（第一水曜日定休）
- 「カフェドリオン パレット」

平日：11:00～19:00　土日祝：9:00～18:00（入店受付は閉店60分前まで、水曜日定休）
モーニング（土日祝）：9:00～11:00、ランチ：11:00～14:00（入店受付は閉店60分前まで）
- 「デリカキッチン」

10:00～19:00（夏期は20:00まで）
- 「つばめパン＆MILK」

8:00～20:00（モーニング：8:00～11:00、ラストオーダー：19:00）
- 「めいてつのアフタースクール TELACO」

14:00～20:00
- 「めいてつ保育ステーション ぽっぽ園」

7:30～18:30（日曜休業）

### II期エリア（2020/03/20現在）
- 「サカナファクトリー」

11:00～22:00
- 「il toiro」

月～土・祝前日：11:30～14:30 （ラストオーダー・料理：14:00、ドリンク：14:00） 17:00～23:00 （ラストオーダー・料理：22:30、ドリンク：22:30）
日曜・祝日：11:30～23:00 （ラストオーダー・料理：22:30、ドリンク：22:30）
（第1・3・5月曜日、第2・4火曜日定休）
- 「BRUN」

11:00～23:00（月曜日・月曜祝日なら火曜日定休）
- 「Stiff Slack」

13:00～23:00（火曜不定休）
- 「EIGHT SALON」

9:00～19:00（月・火曜日定休）